# SDNリスト

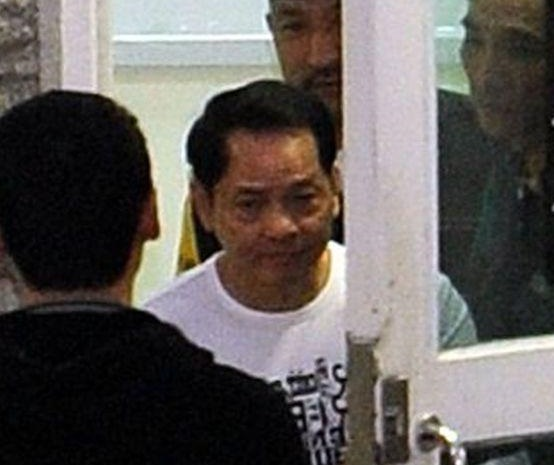
SDNリストで制裁対象となっているマカオの犯罪組織14Kの元リーダー、尹國駒

SDNリスト（エスディーエヌリスト、英: Specially Designated Nationals and Blocked Persons List、特別指定国民および資格停止者リスト）は、アメリカ合衆国連邦政府の制裁・禁輸措置の対象となる特定のテロリスト、権威主義体制の要人・受益者、国際犯罪者（例：麻薬密売人）などを掲載したブラックリストである。アメリカ合衆国財務省外国資産管理局が管理している。
SDNリストには米国の安全保障や外交政策、経済政策に脅威を及ぼすと認められた企業、組織、個人が数万件以上登録されている。米国内の個人および企業はリスト掲載者との取引が禁じられており、違反した場合は制裁対象となる。金融制裁には、リスト掲載者の株式やリスト掲載者が企業支配権を持つ法人への投資の禁止、満期が90日を超える新規債務（債券、為替手形など、あらゆる証券を含む）の禁止などが含まれる。

## 主な制裁対象者

### 日本
- 山口組 - 指定暴力団

### 中国
- 陳全国 - 第19期中国共産党中央政治局委員、中共新疆黨委書記
- 王晨 (政治家) - 第19期中国共産党中央政治局委員
- 張曉明（英語版） – 政治家
- 尤権（英語版） - 中国共産党中央統一戦線工作部長
- 朱海仑（中共新疆黨委副書記、政法委書記，新疆維吾爾自治區人大常委會副主任）
- 王明山（新疆維吾爾自治区公安廳廳長）
- 霍留军（新疆自治区公安廳黨委書記）

### 香港
- 林鄭月娥 – 香港特別行政区行政長官
- 鄧炳強（英語版） – 香港特別行政区保安局長

### ベラルーシ
- アレクサンドル・ルカシェンコ – ベラルーシ大統領
- ナタリア・エイスモント（英語版） - ベラルーシ大統領報道官
- ビクトル・フレニン（英語版） - ベラルーシ国防相[5]

### ロシア
- ウラジーミル・プーチン – ロシア連邦大統領[6]
- ピョートル・フラトコフ（英語版） – プロムスビャズ銀行（英語版）会長[7]
- ワレリー・ゲラシモフ – ロシア連邦軍参謀総長兼第一国防次官[8]
- セルゲイ・イワノフ – 政治家[5]
- ウラジーミル・キリエンコ（英語版） – ロシア最大級のソーシャルメディア・フコンタクテの運営会社VK（英語版）の会長兼CEO[9][7]
- セルゲイ・ラブロフ – ロシア連邦外務大臣[8]
- ニコライ・パトルシェフ – ロシア連邦安全保障会議書記[10][8]
- イーゴリ・セーチン – 政治家[11][8]

### その他
- 尹國駒（英語版） - マカオの犯罪組織14Kの元リーダー[12]
- アリー・ハーメネイー – イラン最高指導者[13]